# Movimentos separatistas em Portugal
Os movimentos separatistas em Portugal pregam a separação e a emancipação de certos territórios portugueses. Normalmente estes movimentos baseiam-se no conceito de autodeterminação dos povos.

## Principais movimentos

### Madeira
A FLAMA (Frente de Libertação do Arquipélago da Madeira) (extinto) - movimento independentista de Madeira com respeito a Portugal. A FLAMA levou a cabo acções armadas nos anos 1974-1976, foi desativada, mas realizou recentemente algumas ações propagandísticas. 

### Açores
- Frente de Libertação dos Açores (FLA) (ativo) - movimento independentista dos Açores. O FLA levou a cabo acções violentas no ano 1975. [2]
- Partido Democrático do Atlântico (extinto) luta por uma autonomia mais ampla das regiões autónomas portuguesas (Açores e Madeira) contudo, excluindo a independência das mesmas, pelo que não pode ser considerado um movimento de índole puramente separatista. [3]

## Via legal
Lei dos Partidos Políticos da República Portuguesa 
Artigo 9º
(Carácter nacional)
Não podem constituir-se partidos políticos que, pela sua designação ou pelos seus objectivos programáticos, tenham índole ou âmbito regional.